# Tadeu Coelho
Tadeu Coelho ist ein brasilianischer Flötist und Musikpädagoge.
Coelho hatte in seinem Heimatland Unterricht bei Spartacco Rossi, João Dias Carrasqueira und Jean Noel Sagaard. Zu seinen Lehrern zählten weiterhin Thomas Nyfenger, Andrew Lolya und Arthur Ephross. An der Manhattan School of Music erwarb er als Student von Julius Baker und Keith Underwood den Doktorgrad. Er unterrichtete von 1992 bis 1997 Flöte als Assistant Professor an der University of New Mexico und von 1997 bis 2002 als Associate Professor an der University of Iowa, seitdem ist er Professor an der University of North Carolina School of the Arts. Als Gastprofessor wirkte er an der Ino-Mirkovich-Musikakademie in Kroatien. 
1992 debütierte Coelho als Solist in der Weill Recital Hall der Carnegie Hall. Er profilierte sich vor allem als Interpret der Neuen Musik, vergab Kompositionsaufträge und spielte Uraufführungen und Aufnahmen von Kompositionen Steven Blocks, João Dias Carrasqueiras, Margaret Cornils', Michael Eckerts, Eduardo Gamboas, Lawrence Fritts', Joaquin Gutierrez-Heras', Richard Hermanns, Ronald Rosemans, Ruth Schönthals, Amaral Vieiras, Michael Weinsteins und anderer. Er veröffentlichte das Gesamtwerk Pattápio Silvas und spielte bei §D Classics Kompositionen von Thomas Delio ein.

## Diskographie
- Azules: Enchanting Latin Music for the Soul for Flute and Harp
- Nocturnes: Romantic Works for Flute and Piano
- Modernly Classic: Mid 20th Century Works for Flute and Piano
- Eighteenth-Century Flute Sonatas
- Life Drawing: Works for Solo Flute
- ¡Rompe!: Chamber Music for Flute and Clarinet from Mexico
- Tadeu Coelho Plays Flute Music from Brazil
- Flutists of the World: Paganini Caprice No. 24

## Weblink
- Homepage von Tadeu Coelho

## Quelle
- University of North Carolina School of the Arts - Tadeu Coelho

| Personendaten    | Personendaten                             |
| ---------------- | ----------------------------------------- |
| NAME             | Coelho, Tadeu                             |
| KURZBESCHREIBUNG | brasilianischer Flötist und Musikpädagoge |
| GEBURTSDATUM     | 20. Jahrhundert                           |